# Windows Aero
Windows Aero je grafické uživatelské rozhraní (anglicky Graphical User Interface), které bylo použito v operačním systému Windows Vista (2007) a Windows 7 společnosti Microsoft. AERO je akronym pro Autentický, Energický, Reflexní a Otevřený. Aero nahradilo předchozí prostředí Luna ve Windows XP, v roce 2012 pak ve Windows 8 nahrazeno prostředím Metro.
Od svých předchůdců se liší zejména efektnějším grafickým zpracováním a lákavými efekty jako například průhledné rámy oken, funkce Windows Flip 3D, která umožňuje uspořádat otevřená okna do trojrozměrného sloupce a jednoduše jimi procházet nebo náhledy otevřených oken na hlavním panelu. Má však vyšší nároky na operační paměť a grafickou kartu počítače.

## Požadavky
Minimální požadavky doporučené Microsoftem pro Windows Vista a Windows 7:
- 1 GHz 32bitový (x86) nebo 64bitový (x64) procesor
- 1 GiB operační paměti
- Minimálně 128 MiB grafické paměti, která podporuje DirectX 9, Windows Display Driver Model driver, Pixel Shader 2.0

Pro dosažení nejlepších výsledků je doporučena následující konfigurace podle velikosti grafické paměti:
- 64 MiB – podpora rozlišení menší než 1 310 720 pixelů (například 17palcový LCD monitor, který má rozlišení až 1280×1024 pixelů)
- 128 MiB – podpora rozlišení v rozmezí od 1 310 720 do 2 304 000 pixelů (například 21,1palcový LCD monitor, který má rozlišení až 1600×1200 pixelů)
- 256 MiB – podpora rozlišení větší než 2 304 000 pixelů (například 30palcový LCD monitor, který má rozlišení až 2560×1600 pixelů)

## Dostupnost
Prostředí AERO je možné využít v těchto verzích Windows:
- Windows Vista Home Premium
- Windows Vista Business
- Windows Vista Enterprise
- Windows Vista Ultimate
- Windows 7 Home Premium
- Windows 7 Professional
- Windows 7 Ultimate

Naopak jej není možné využít u:
- Windows Vista Starter
- Windows Vista Home Basic
- Windows 7 Starter
- Windows 7 Home Basic

Ve Windows Vista Home Basic je však možné rozhraní Windows Aero zapnout po úpravě registrů.
Windows Server 2008 obsahuje volitelnou komponentu „Desktop Experience“ poskytující to samé uživatelské rozhraní Windows Aero jako Windows Vista a to jak pro lokální uživatele, tak pro ty, kteří se připojují přes vzdálený přístup.